# Quint Fabi Màxim (pretor 181 aC)
Quint Fabi Màxim (en llatí Quintus Fabius Maximus) va ser un magistrat romà que formava part de la gens Fàbia i de la família dels Fabi Màxim.
Va ser pretor peregrí l'any 181 aC. Probablement és el mateix Quint Fabi del que Titus Livi diu que era qüestor del procònsol Luci Manli Acidí Fulvià a Hispània l'any 185 aC.